# Мазини, Анджело
А́нджело Мази́ни (итал. Angelo Masini; 28 ноября 1844, Терра-дель-Соле — 29 сентября 1926, Форли) — итальянский оперный певец (тенор).

## Биография
|  |  |

Дебютировал в 1869 году, пел с большим успехом в Лондоне, Вене, Мадриде, Лиссабоне, Южной Америке, Москве, Варшаве. В Петербурге Мазини выступил в 1877 году в Императорской итальянской опере и участвовал в ней до её закрытия. После этого многократно посещал Петербург, принимая участие в спектаклях итальянской оперы Панаевского театра, Малого театра, «Аквариума».
В последний раз выступил на сцене в 1905 (партия Альмавивы. его партнером был Руффо).

## Творчество
Чистота его голоса и его обширный репертуар (говорят до 107 ролей) сделали Анджело Мазини одним из величайших теноров своего времени. Джузеппе Верди сказал о Мазини, что «это самый божественный голос, который я когда-либо слышал: как бархат». Так же считал и Фёдор Шаляпин, утверждавший, что его голос самый прекрасный из всех, что ему доводилось слышать.  
Богатый голос позволял ему браться за самые разнородные партии, от графа Альмавивы в «Севильском цирюльнике» до Рауля в «Гугенотах». Позже голос Мазини стал ненадежным на самых высоких нотах, но на остальных сохранил всю свою прелесть. Осмотрительно выбирая партии, подходящие к его голосу, Мазини производил обаятельное впечатление на публику вплоть до начала XX века.